# Bellevue (telessérie)
Bellevue é uma série de televisão de drama do Canadá com previsão de lançamento para 20 de fevereiro de 2017.

## Sinopse
A série estrela Anna Paquin como Annie Ryder, uma policial investigando o desaparecimento de um adolescente transgênero enquanto também lida com o retorno de uma pessoa misteriosa de seu passado.

## Elenco

### Principal
- Anna Paquin como Annie Ryder
- Shawn Doyle como Peter Welland
- Billy MacLellan como Brady Holt
- Sharon Taylor como Virginia Panamick
- Allen Leech como Eddie Rowe
- Janine Theriault como Prefeito Mother Mansfield
- Patrick Labbé como Clarence Ryder
- Victoria Sanchez como Maggie Sweetland
- Vincent Leclerc como Tom Edmonds
- Joe Cobden como o Padre Jameson

### Recorrente
- Madison Ferguson como Daisy Ryder
- Amber Goldfarb como Briana
- Sadie O'Neil como Jesse Sweetland
- Cameron Roberts como Danny Debessage
- Emelia Hellman como Bethany Mansfield
- Raphael Grosz-Harvey como Sid Oak
- Susan Bain como Bev
- Hebree Larratt como Annie (jovem)
- Robert Naylor como Jacob Cowan
- Andreas Apergis como Neil Driver
- Patricia Summersett como Nikki Ryder